# Ochmacanthus alternus
Ochmacanthus alternus är en fiskart som beskrevs av Myers 1927. Ochmacanthus alternus ingår i släktet Ochmacanthus och familjen Trichomycteridae. Inga underarter finns listade i Catalogue of Life.